# Mieczysław Batsch
Mieczysław Józef Batsch (* 1. Januar 1900 in Lemberg, Österreich-Ungarn; † 27. September 1977 in Przemyśl) war ein polnischer Fußballspieler.

## Leben und Karriere
Mieczysław Batsch wurde 1900 in Lemberg, das damals noch zum Kaiserreich Österreich-Ungarn gehörte, geboren. 1916 stieß er zum Fußballverein Pogoń Lwów, für den er bald darauf regelmäßig auflief. Sein Talent wurde schon bald erkannt, eine Teilnahme mit der polnischen Fußballnationalmannschaft bei den Olympischen Sommerspielen 1920 wurde nur durch den Polnisch-Sowjetischen Krieg verhindert. Sein erstes Länderspiel für Polen hatte er dann aber 1923, bei einem Spiel gegen Rumänien. Zwischen 1922 und 1926 konnte Batsch mit Pogon Lwów insgesamt vier Mal die Polnische Fußballmeisterschaft erringen, 1923 war er Torschützenkönig in der Liga.
1929 beendete er schließlich seine aktive Fußballerkarriere und widmete sich vollständig seinem Maschinenbau-Studium am Polytechnikum Lemberg, das er 1931 abschloss. Anschließend war er noch für einige Jahre beim Verein Oldboye Lwów aktiv, jedoch nicht mehr im professionellen Fußball. Nach dem Zweiten Weltkrieg fiel Batschs Heimatstadt an die Sowjetunion und er zog nach Przemyśl. Dort arbeitete er als Eisenbahningenieur und starb 1977.